# Lothar Birckenbach
Lothar Georg Birckenbach (* 21. April 1876 in Kissingen; † 22. September 1962 in Hamburg) war ein deutscher Chemiker und Hochschullehrer.

## Leben
Birckenbach, Sohn eines Oberamtsrichters, studierte an der Ludwig-Maximilians-Universität München Chemie und wurde 1899 im Corps Makaria München recipiert. 1904 wurde er zum Dr. phil. promoviert. 1907 kam er als Leiter des analytischen Labors zur BASF nach Ludwigshafen am Rhein. Mit Alexander Gutbier unternahm er die Neubestimmung der Atomgewichte von Wismuth, Thallium und Beryllium. Am Ersten Weltkrieg nahm er als Reserveoffizier teil, zuletzt als Hauptmann d. R. Danach wurde er Mitarbeiter von Otto Hönigschmid am chemischen Institut der Universität München. 1922 wurde er Professor für die Chemie des Berg- und Hüttenwesens an der Bergakademie Clausthal. 1924/25 war er Rektor. 1933 unterzeichnete er das Bekenntnis der deutschen Professoren zu Adolf Hitler. Nach seiner Emeritierung lebte er in Hamburg, wo er mit 86 Jahren starb. Beigesetzt wurde er auf dem Friedhof in Clausthal. 

## Ehrungen
- Eisernes Kreuz 2. Klasse
- Ehrenbürger der Bergakademie Clausthal
- Bandverleihung des Corps Montania Clausthal (1962)
- Mitglied der Akademie der Wissenschaften zu Göttingen
- Mitglied der Braunschweigischen Wissenschaftlichen Gesellschaft (1944–1954 ordentliches, 1954–1962 korrespondierendes Mitglied)[5]
- Ehrendoktor der Universität Hamburg
- Verdienstorden der Bundesrepublik Deutschland, Großes Bundesverdienstkreuz (1957)
- Birckenbachstraße in Clausthal

## Schriften
- Die Untersuchungsmethoden des Wasserstoffperoxyds. Chemische Analyse, Bd. 7. Enke 1909.
- Otto Hönigschmid 1878–1945. In: Chemische Berichte. 82, 4–5, 1949, S. XI–LXV (doi:10.1002/cber.19490820423).
- mit Alexander Gutbier: Praktische Anleitung zur Gewichtanalyse. Wittwer, 1919